# Phalacrophyto sarcophagina
Phalacrophyto sarcophagina är en tvåvingeart som först beskrevs av Daniel William Coquillett 1902.  Phalacrophyto sarcophagina ingår i släktet Phalacrophyto och familjen parasitflugor. Inga underarter finns listade i Catalogue of Life.